# Comté de Carroll (Illinois)
Pour les articles homonymes, voir Comté de Carroll.
Le comté de Carroll est un comté situé dans l'État de l'Illinois, aux États-Unis. En 2010, sa population est de 16 674 habitants. Son siège est Mount Carroll.

## Démographie

Pyramide d'âge du comté de Carroll (en 2000).

Lors du recensement de 2010, le comté comptait une population de 15 387 habitants. Elle est estimée, en 2016, à 14 539 habitants.